# Nati nel 1641
| Questa pagina contiene informazioni ricavate automaticamente dalle voci biografiche con l'ausilio del template Bio e di un bot. L'aggiornamento è periodico e automatico e ricostruisce completamente la pagina. Se manca una persona in questa lista, sei pregato di non aggiungerla, ma accertati piuttosto che la sua voce biografica contenga il template Bio e che i dati anagrafici siano correttamente compilati. Se il template Bio manca, inseriscilo tu stesso o, in alternativa, metti l'avviso {{tmp\|Bio}} che ne segnala la mancanza. Se i dati riportati sono sbagliati, correggi direttamente la voce biografica; le modifiche saranno visibili in questa lista entro pochi giorni. Per chiarimenti vedi il progetto biografie. La lista contiene solo le 77 persone che sono citate nell'enciclopedia e per le quali è stato implementato correttamente il template Bio. Pagina aggiornata al 26 lug 2025. |

## Gennaio(4)
- 3 gennaio - Francesco Nomis di Valfenera e Castelletto, politico italiano († 1715)
- 6 gennaio - Manuel Joaquín Álvarez de Toledo, politico spagnolo († 1707)
- 18 gennaio - François Michel Le Tellier de Louvois, politico francese († 1691)
- 27 gennaio - Edward Noel, I conte di Gainsborough, nobile e politico inglese († 1689)

## Febbraio(4)
- 2 febbraio - Claudio de La Colombière, gesuita e scrittore francese († 1682)
- 13 febbraio - Cristiano Alberto di Holstein-Gottorp, vescovo luterano tedesco († 1695)
- 16 febbraio - Taddeo Luigi Dal Verme, cardinale e vescovo cattolico italiano († 1717)
- 26 febbraio - José Guerrero de Torres, vescovo cattolico spagnolo († 1720)

## Marzo(1)
- 29 marzo - Johann Zahn, inventore e religioso tedesco († 1707)

## Aprile(2)
- 8 aprile - Henry Sidney, I conte di Romney, nobile e politico inglese († 1704)
- 30 aprile - Francesco Giani, vescovo cattolico italiano († 1702)

## Maggio(6)
- 8 maggio - Nicolaes Witsen, diplomatico, cartografo e scrittore olandese († 1717)
- 13 maggio - Simone Durello, incisore italiano († 1719)
- 17 maggio - Pierre Monier, pittore francese († 1703)
- 18 maggio - Almerico d'Este, generale italiano († 1660)
- 18 maggio - Olimpia Giustiniani, nobildonna († 1729)
- 31 maggio - Dositeo II di Gerusalemme, vescovo ortodosso greco († 1707)

## Giugno(4)
- 15 giugno - Bernard de La Monnoye, avvocato, poeta e filologo francese († 1728)
- 24 giugno - Maria Arcangela Biondini, religiosa italiana († 1712)
- 28 giugno - Maria Casimira Luisa de la Grange d'Arquien, regina († 1716)
- 30 giugno - Meinhard von Schomberg, generale britannico († 1719)

## Luglio(2)
- 13 luglio - Venanzio Simi, vescovo cattolico e storico italiano († 1718)
- 20 luglio - Johann Joseph von Breuner, arcivescovo cattolico e nobile austriaco († 1710)

## Agosto(2)
- 2 agosto - Samuel Bottschild, pittore tedesco († 1707)
- 28 agosto - Enrico di Nassau-Dillenburg, nobile tedesco († 1701)

## Settembre(7)
- 5 settembre - Robert Spencer, II conte di Sunderland, politico e militare inglese († 1702)
- 7 settembre - Giovanni Cristiano I di Eggenberg, nobile boemo († 1710)
- 7 settembre - Tokugawa Ietsuna, militare giapponese († 1680)
- 11 settembre - Gérard de Lairesse, pittore, incisore e decoratore olandese († 1711)
- 15 settembre - Menno van Coehoorn, militare e ingegnere olandese († 1704)
- 16 settembre - Giulio Francesco di Sassonia-Lauenburg, duca († 1689)
- 22 settembre - Titus van Rijn, pittore olandese († 1669)

## Ottobre(6)
- 1º ottobre - Hans Adam von Schöning, militare tedesco († 1696)
- 4 ottobre - Silvio de' Cavalieri, arcivescovo cattolico e giurista italiano († 1717)
- 5 ottobre - Kira Yoshinaka, militare giapponese († 1702)
- 6 ottobre - Domenico Bottone, medico italiano
- 14 ottobre - Dorotea Maria di Sassonia-Weimar, nobile tedesca († 1675)
- 28 ottobre - Giovanni Girolamo Sbaraglia, anatomista italiano († 1710)

## Novembre(3)
- 14 novembre - Alberto Antonio di Schwarzburg-Rudolstadt, principe († 1710)
- 23 novembre - Anthonie Heinsius, politico olandese († 1720)
- 24 novembre - Hieronymus Ambrosius Langenmantel, presbitero tedesco († 1718)

## Dicembre(4)
- 5 dicembre - Pierre Allix, pastore protestante, teologo e scrittore francese († 1717)
- 7 dicembre - Luigi di Lorena, nobile francese († 1718)
- 21 dicembre - Francesco Castiglione, pittore italiano († 1716)
- 31 dicembre - Pietro Giovanni Della Torre, avvocato italiano († 1701)

## Senza giorno specificato(32)
- Bernardo Iñiguez del Bayo y de Pradilla, militare spagnolo († 1693)
- Antonio Bova, pittore italiano († 1701)
- Nicolò Caranza, vescovo cattolico italiano († 1697)
- Ludovico Cavallo, editore italiano († 1681)
- Vincent Contenson, teologo e predicatore francese († 1674)
- Antonio Cordeiro, gesuita e storico portoghese († 1722)
- Louis de Duras, II conte di Feversham, nobile e militare francese († 1709)
- Johann Weichart Valvasor, scienziato e scrittore austriaco († 1693)
- Carlo Antonio Gozani, vescovo cattolico italiano († 1721)
- Regnier de Graaf, anatomista olandese († 1673)
- Nehemiah Grew, botanico inglese († 1712)
- Bonne de Pons d'Heudicourt, nobile francese († 1709)
- Laurence Hyde, I conte di Rochester, politico e scrittore inglese († 1711)
- Francesco Invrea, doge italiano († 1723)
- Diego Ladrón de Guevara, vescovo cattolico spagnolo († 1718)
- Andrea Lanzani, pittore italiano († 1712)
- Massimiliano del Liechtenstein, principe austriaco († 1709)
- Filippo Giulio Mancini, duca († 1707)
- Mario Mattei Orsini, II duca di Paganica, nobile, militare e mecenate italiano († 1690)
- John Mayow, medico britannico († 1679)
- Melchiorre Melchiori, pittore italiano († 1686)
- William Moreton, religioso inglese († 1715)
- Giovan Battista Pacichelli, storico e abate italiano († 1695)
- Giovanni Andrea Pauletti, storico italiano († 1705)
- Placidus von Droste, abate tedesco († 1700)
- Raghunatha Raya Tondaiman, sovrano († 1730)
- Giovanni Battista Ranghieri, scultore italiano
- Barbara Sirani, pittrice italiana († 1692)
- Sebastiano Taricco, pittore italiano († 1710)
- Raymond Vieussens, medico francese († 1715)
- Antoine Charles IV de Gramont, diplomatico francese († 1720)
- Jacob de Wet II, pittore olandese († 1697)